# Tom Grant
Tom Grant, detetive conhecido por cuidar de casos de celebridades. Tem sua própria agência de investigação, The Grant Company.
Grant entrou para o Departamento de Polícia de Los Angeles em 1969, e foi promovido a detetive em alguns anos, ficando neste departamento até 1975, para trabalhar como consultor de segurança. Depois, obteve a sua própria agência de investigação em Beverly Hills, Califórnia.
Trabalhou no caso de Kurt Cobain, quando foi concluído que este se suicidou, em 1994, ele trabalhou fundo para mostrar que havia sido assassinato, e que sua mulher, Courtney Love, estava envolvida.